# Арбогаст
Вижте пояснителната страница за други личности с името Арбогаст.
Флавий Арбогаст (на латински: Flavius Arbogastes; Arbogast;* 4 век; † 8 септември 394 г.) е политик и военачалник на Западната Римска империя през 4 век.
Той е от франкски или венедски произход и вероятно е син на Флавий Бавтон, който е през 380 г. magister militum и консул през 385 г. Племенник е на генерал Рикомер (консул 384 г.).
Арбогаст е вероятно брат на Елия Евдоксия, която става 395 г. съпруга на Аркадий и е майка на Теодосий II и Елия Пулхерия.
Император Теодосий I го номинира за comes и управител на Галия.
Бие се при Теодосий против узурпатора Магн Максим.
От 388 до 394 г. Арбогаст е magister militum.  За такъв е избран от неговите войски. Ръководи политиката в западната част на империята при младия император Валентиниан II.
На 15 май 392 г. намират Валентиниан обесен в палата във Виен. В Лион на 22 август 392 г. Арбогаст провъзглася с помощта на римските сенатори Евгений за Август на Западната Римска империя. Арбогаст има властта в ръцете си и при този император. Отказва взаимна работа с църквата и през 393 г. заедно със Сената въвежда частично отново езическите култове.
Издигането на Евгений за Август кара вярващият християнин Теодосий да отиде в Италия. На 6 септември 394 г. той побеждава Евгений и Арбогаст в кръвопролитната битка при Фригид, (в Словения) в долината на река Випава, приток на Изонцо. Евгений е екзекутиран, а Арбогаст се самоубива.